# Marvin E. Newman
Marvin Elliott Newman (* 5. Dezember 1927 in der Bronx, New York; † 13. September 2023 in Jersey City, New Jersey) war ein US-amerikanischer Fotograf. Er war bekannt für seine lebhaften Stadtansichten von New York City und seine Arbeiten im Bereich der Sportfotografie.

## Leben
Marvin E. Newman wuchs in der Bronx auf und begann mit 16 Jahren am Brooklyn College Bildhauerei und Fotografie bei Walter Rosenblum zu studieren. 1948 trat er der Photo League bei und nahm Unterricht bei John Ebstel. Nach seinem Abschluss in Wirtschaftswissenschaften 1949 zog er nach Chicago, um am Institute of Design bei Harry Callahan und Aaron Siskind zu studieren. Dort erhielt er 1952 als einer der ersten einen Master of Science in Fotografie. 
Während seiner Zeit in Chicago arbeitete Marvin E. Newman eng mit Yasuhiro Ishimoto zusammen; gemeinsam produzierten sie den Experimentalfilm The Church on Maxwell Street (1951), der das Straßenleben in Chicago dokumentiert. Nach seinem Studium kehrte Newman nach New York zurück und arbeitete als freier Fotograf für Magazine wie Life, Look und Sports Illustrated. Seine Arbeiten wurden in renommierten Institutionen wie dem Museum of Modern Art, dem Whitney Museum of American Art und dem International Center of Photography ausgestellt.
Marvin E. Newman war außerdem nationaler Präsident der American Society of Magazine Photographers. Er ist Autor oder Co-Autor von acht Büchern über Fotografie, darunter New York at Night (1984) und Yankee Colors: The Glory Years of the Mantle Era (2009). Für seine Verdienste um die Sportfotografie wurde er 2009 mit dem Lucie Award ausgezeichnet. Seine Arbeiten sind in den ständigen Sammlungen verschiedener Museen vertreten, darunter das Art Institute of Chicago, die National Gallery of Art in Washington, D.C. und das Museum of Fine Arts in Houston.

## Mitgliedschaft in der Photo League
Die Photo League war eine Organisation von Fotografen in New York, die sich der Dokumentation des Lebens in den Arbeitervierteln widmete. Sie wurde 1936 gegründet und bot ihren Mitgliedern Schulungen, Ausstellungsräume und eine Plattform für den Austausch über soziale und kreative Themen. Die Photo League wurde 1951 aufgelöst, nachdem sie während der McCarthy-Ära auf die schwarze Liste des US-Justizministeriums gesetzt worden war. Die Photo League spielte eine wichtige Rolle bei der Entwicklung der sozialdokumentarischen Fotografie in den USA. Marvin E. Newman trat der Organisation 1948 bei.

## Werk
Marvin E. Newmans fotografischer Stil zeichnet sich durch die lebendige Darstellung urbaner Szenen und den Einsatz von Farbe aus. Sein Werk umfasst Stadtlandschaften von New York City, Sportfotografien und dokumentarische Aufnahmen des amerikanischen Lebens. Er verbindet die formale Ausbildung am Institute of Design mit dem sozialen Engagement der Photo League, was seinen Bildern sowohl ästhetische Tiefe als auch dokumentarischen Wert verleiht.